# Synthesis Brewlab
A Synthesis Brewlab budapesti kisüzemi kézműves sörfőzde.

## Történet
A Synthesis eredetileg Brewdapest Brewers néven alakult sörfőzde. 2016 áprilisában alakultak, majd 2016 decemberében nyitottak meg a Legenda sörfőzde helyén.

## Söreik
Söreik általában inkább különlegességek, kínálatuk jellemzően nem klasszikus sörökből áll.
| - Agent L - Aquarius - Belga Dupla IPA - Belga Meggyes - Big Red Button - BúzaPest - Cut Beer Blonde - Dinamo Torpedo - Eastern Wold - Twins - Gyömbale | - Hidegkomlós Ale - Legenda Sarok kollekció - Hoplager For Hitchhikers - Hoplager For Hitchhikers Maracuja Edition - Meggyes - Legenda Sarok kollekció - One Night Seduction - Pale Ale - Legenda Sarok kollekció - Rozsdás Banán - Waves of Liberty - Western Eagle - Twins - Zodiak IPA |